# Щеґлін (Куявсько-Поморське воєводство)
Щеґлін (пол. Szczeglin, нім. Scheglin) — село в Польщі, у гміні Моґільно Моґіленського повіту Куявсько-Поморського воєводства.
Населення — 96 осіб (2011).
У 1975-1998 роках село належало до Бидгощського воєводства.

## Демографія
Демографічна структура станом на 31 березня 2011 року:
|          | Загалом | Допрацездатний вік | Працездатний вік | Постпрацездатний вік |
| -------- | ------- | ------------------ | ---------------- | -------------------- |
| Чоловіки | 54      | 8                  | 40               | 6                    |
| Жінки    | 42      | 4                  | 32               | 6                    |
| Разом    | 96      | 12                 | 72               | 12                   |